# Avenue des Chartreux
 (juin 2023).
Si vous disposez d'ouvrages ou d'articles de référence ou si vous connaissez des sites web de qualité traitant du thème abordé ici, merci de compléter l'article en donnant les références utiles à sa vérifiabilité et en les liant à la section « Notes et références ».
L'avenue des Chartreux est une voie située dans le 4e arrondissement de Marseille. 

## Situation et accès
Elle débute au croisement de l'avenue de Saint-Just, de la rue Labry et des escaliers de la Tête-Noire et se termine  au carrefour formé par l'avenue du Maréchal-Foch, le boulevard de la Libération, le boulevard Philippon et le boulevard de la Blancarde

## Origine du nom
Son nom vient du couvent des Chartreux dont il ne reste que l’église des Chartreux.

## Bâtiments remarquables et lieux de mémoire
- Au no 54, habitat en 1900 la famille de Marcel Pagnol, juste à côté de son école
- Au no 56, à l’angle de la rue des écoles, devant l'actuel collège des Chartreux, se trouve une plaque commémorative rappelant que Marcel Pagnol y suivit sa scolarité.
- Au no 79 se trouvait la fabrication d’apéritifs de la société Picon et Cie faite à partir d’écorce d’oranges. Les oranges pelées étaient commercialisées par des vendeuses ambulantes sous le nom de Picon.

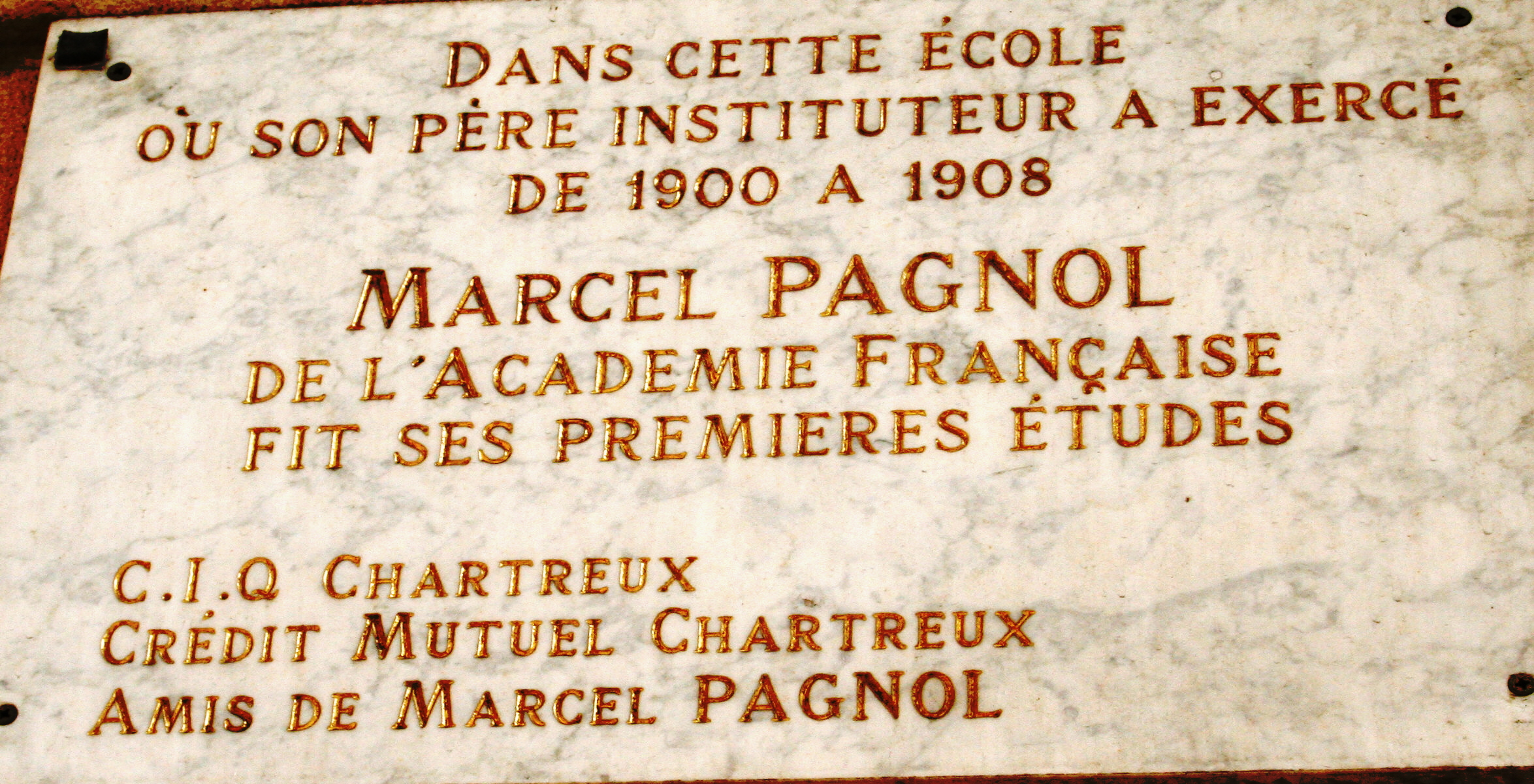
Plaque commémorative au
56, avenue des Chartreux